# Камфа
Камфа́ (вьет. Cẩm Phả, тьы-ном 錦普) — портовый город провинциального подчинения, расположенный во Вьетнаме в провинции Куангнинь. Статус города провинциального подчинения с 21 февраля 2012 года.

## География
Камфа находится примерно в 200 км от Ханоя и в 28 км от города Халонг. Он граничит с уездами Вандон, Бате и Тьенйен. Площадь города — 486,45 км², в основном на его территории холмистый рельеф: 55,4 % холмы, 16,29 % плоскогорья, 15,01 % равнины, 13,3 % водоёмы. Город находится на заливе Байтылонг, который одноимённым архипелагом ограждён от залива Бакбо. В состав города также включены сотни мелких островков залива, в основном известняковых. Среднегодовая температура — 23 градуса по Цельсию, относительная влажность 84,6 %, среднегодовое количество осадков 2307 мм, зимой часто бывает туман.

## История и экономика
В XIX веке Камфа входил в уезд Тьенйен, но в 1831 году император Минь Манг приказал разделить уезд и выделить Камфа в отдельный город (вьет. phố). В 1884 году император Ты Дык подписал с Францией договор о продаже города (вместе с городами Уонгби, Хонггай и уездом Донгчьеу) за 25 тысяч донгов.
24 августа 1886 года французская компания Bavieaupour открыла в Камфа «Французское общество угольных шахт Тонкина» (фр. Société française des charbonnages du Tonkin). С тех пор и по сей день город известен как угольный порт.
22 апреля 1955 года французы отступили из города, он был взят коммунистами.
Во время Вьетнамской войны в Камфа постоянно находились советские военные суда, обеспечивавшие безопасность города. Город подвергся нескольким бомбардировкам со стороны американской авиации как стратегический порт.
В Камфа располагается завод по ремонту горно-шахтного оборудования, появившийся в результате сотрудничества Вьетнама и СССР.
С 1970-х в Камфа функционирует углеобогатительный комбинат Кыаонг (Cửa Ông), обрабатывающий 10 млн тонн угля в год. В 2011 году в Камфа появилась угольная тепловая электростанция мощностью 680 мегаватт.
В Камфа добывают уголь, известняк (из которого производят цемент), сурьму; имеются источники минеральных вод. В 2011 году основу потенциала экономики города составляли угледобыча, производство стройматериалов, машиностроение, в том числе шахтное и производство тяжёлой техники, кораблестроение, торговля и туризм. В том же году экономический рост города составил более 14 %, доход города — 751 миллиард донгов, средний доход на душу населения — 2300 долларов США, что примерно вдвое выше среднего по стране.
Три из 8,4 млрд тонн запасов угля в Куангнине находятся в Камфа.
21 февраля 2012 года Камфа был присвоен статус города провинциального подчинения.

## Экология
Провинция Куангнинь страдает от уничтожения лесов вследствие добычи угля: в 1969 году 42 % Куангнинь были покрыты лесами, а в 1985 году площади лесов сократились до 18—20 %. Работа промышленности привела и к загрязнению воздуха углём и пылью, их концентрация в Камфа выше допустимой в 30—500 раз. На территории города в 1996 году сохранилось всего 10 % лесов по сравнению с 1943 годом.
Нерациональная угледобыча также является причиной загрязнения водоёмов и самого́ города: местные жители периодически вынуждены перебираться с подвергшихся воздействию угледобычи земель. В 1989 году загрязнение воды частицами угля и отходов производства достигло таких масштабов, что работу местной водоочистной станции пришлось временно остановить. Из шахт в Камфа в море вытекает около 9 млн м³ шахтной воды, а из города — ещё и 8 млн м³ сточных вод. 82 % хозяйств не подключены к центральной канализации, у 74 % санитарные службы не вывозят мусор, и отходы в результате либо сжигают, либо сбрасывают в каналы, канализационные стоки, пруды и в залив.
Из-за того, что уголь добывается открытым способом, во время каждого сильного дождя около 100 м³ почвы смывает в море, а землю с выработок уносит на плодородные почвы, из-за чего они становятся непригодны к использованию. Таким образом, море наступает на сушу со скоростью 60—70 метров в год.
ЮНЕСКО обеспокоено темпами исчезновения лесов у города и загрязнением воды, особенно резко отзываясь о постройке цементного завода вблизи знаменитого объекта мирового культурного наследия бухты Халонг и постоянно ведёт переговоры с вьетнамским правительством в попытке предотвратить уничтожение экосистемы бухты.

## Административное деление
В 2010 году в состав города входило 16 административных единиц более мелкого уровня, включая 13 кварталов и три деревни:
| Название                     | Площадь (га) | Население (чел) |
| ---------------------------- | ------------ | --------------- |
| Городские кварталы (13)      |              |                 |
| Куангхань (вьет. Quang Hanh) | 5135         | 17427           |
| Камтхать (вьет. Cẩm Thạch)   | 431          | 12999           |
| Камтхюи (вьет. Cẩm Thuỷ)     | 268          | 12049           |
| Камчунг (вьет. Cẩm Trung)    | 507          | 14744           |
| Камтхань (вьет. Cẩm Thành)   | 125          | 9484            |
| Камтай (вьет. Cẩm Tây)       | 488          | 7426            |
| Камбинь (вьет. Cẩm Bình)     | 138          | 8423            |
| Камдонг (вьет. Cẩm Ðông)     | 695          | 10483           |
| Камшон (вьет. Cẩm Sơn)       | 1015         | 17079           |

| Название                     | Площадь (га) | Население (чел) |
| ---------------------------- | ------------ | --------------- |
| Городские кварталы (13)      |              |                 |
| Камфу (вьет. Cẩm Phú)        | 853          | 15840           |
| Камтхинь (вьет. Cẩm Thịnh)   | 587          | 9759            |
| Кыаонг (вьет. Cửa Ông)       | 1096         | 17008           |
| Монгзыонг (вьет. Mông Dương) | 11446        | 15566           |
| Деревни (3)                  |              |                 |
| Камхай (вьет. Cẩm Hải)       | 1464         | 1327            |
| Конгхоа (вьет. Cộng Hoà)     | 5088         | 3184            |
| Зыонгхюи (вьет. Dương Huy)   | 4677         | 3207            |

## Население
На 30 июля 2011 года население Камфа составляло 176 005 человек, плотность населения 517 чел/км²; национальный состав: вьеты 95,2 %, санзиу 3,9 %; половой состав: 59 % мужчины, 41 % женщины. Большинство населения работает в угледобывающей отрасли.

## Туризм
Камфа знаменит местной разновидностью традиционного вьетнамского супа с улитками, уксусом и томатами «бунок».
Ежегодно в первом месяце лунного года при храме Дэнкуаонг проходит фестиваль, который привлекает более тысячи участников со всей страны.

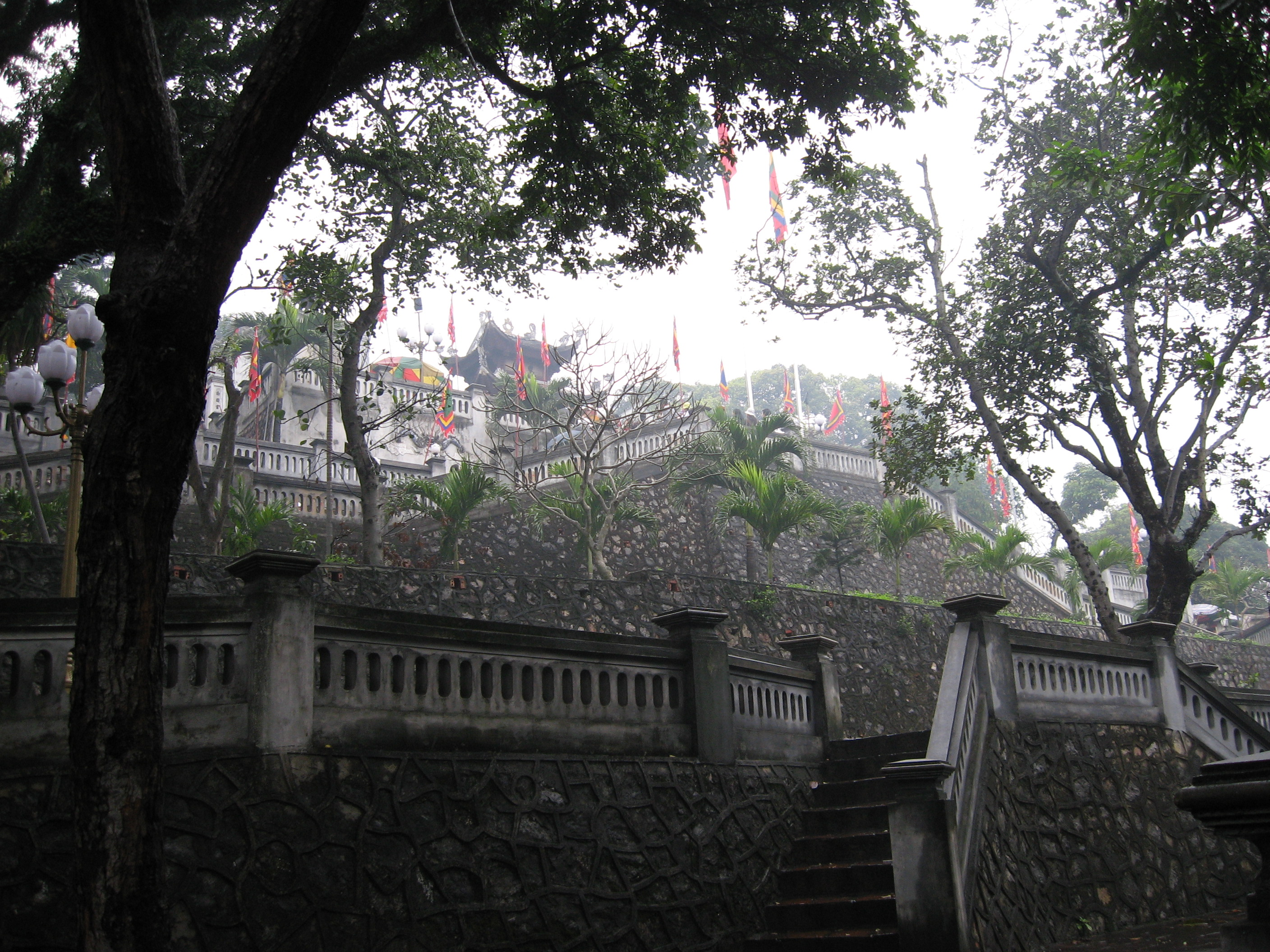
Храм Дэнкуаонг[вьет.]
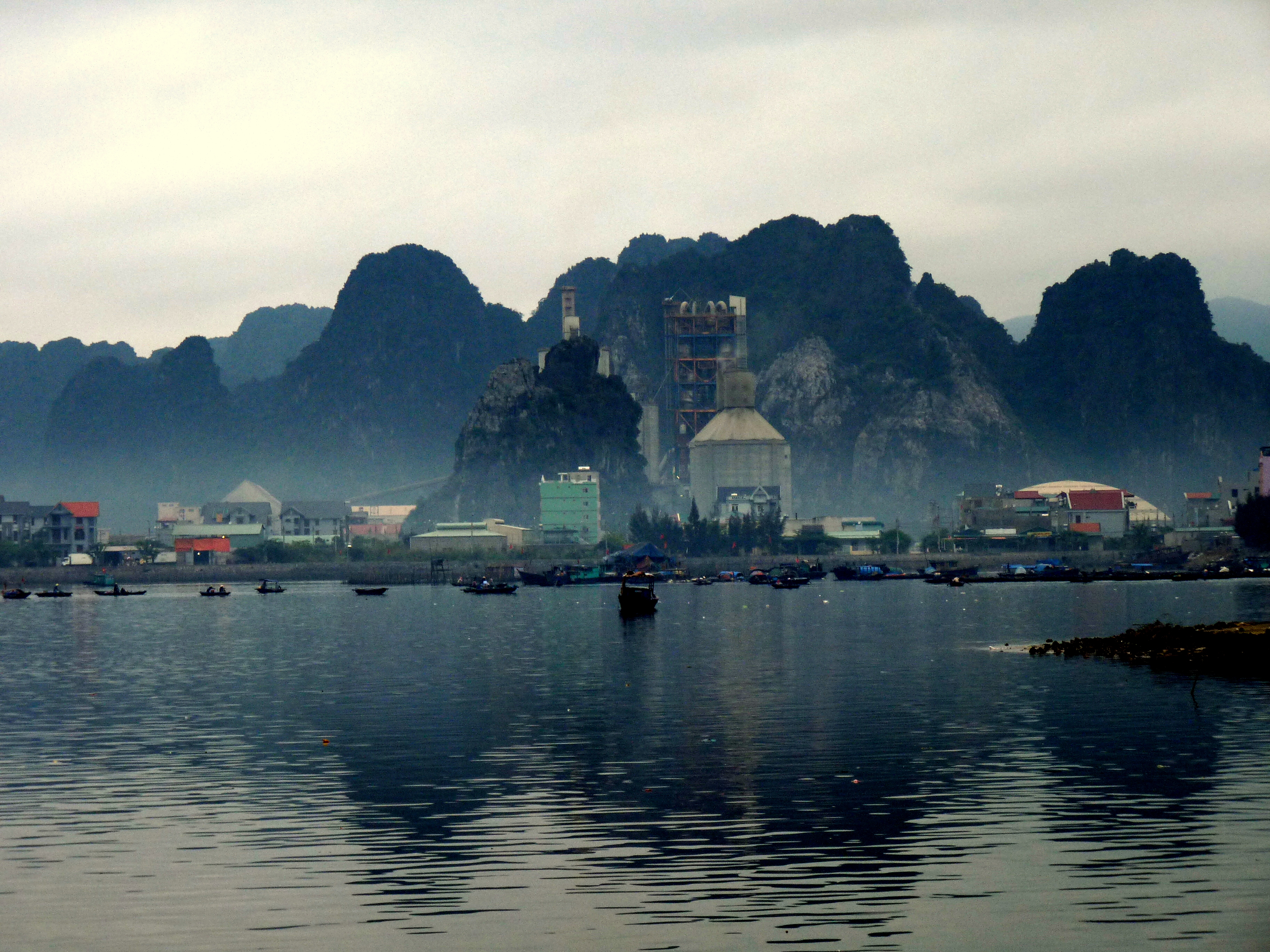
Цементный завод близ города
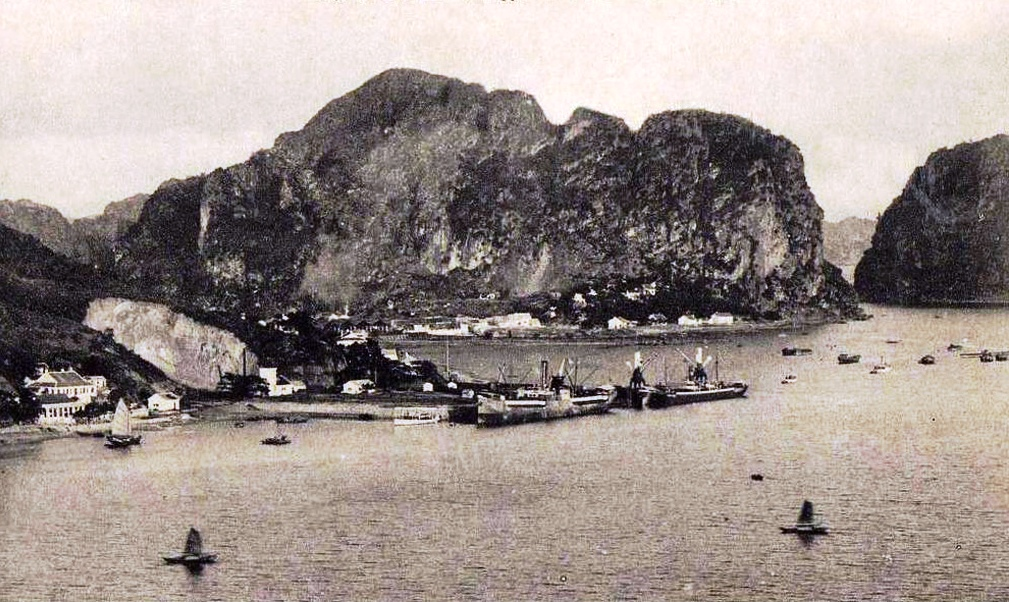
Загрузка угля в порту Камфы, 1917
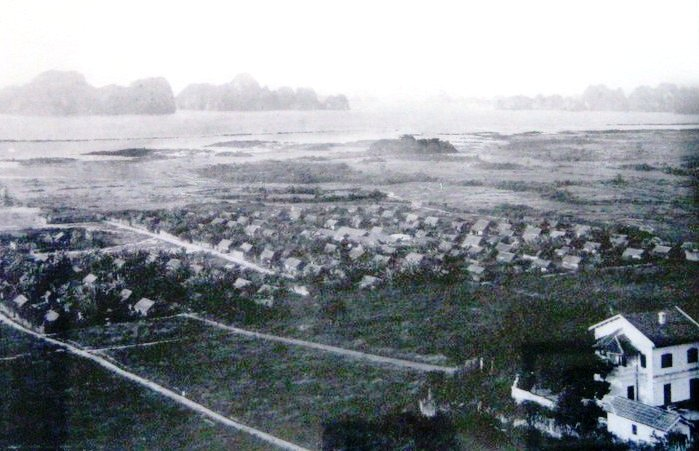
Город в 1917 году